# Andreas von Knichen
Andreas von Knichen, né le 7 avril 1560 à Aschersleben et mort le 7 juin 1621 à Zerbst, est un juriste et homme politique allemand.

## Biographie
Andreas Knichen naît le 7 avril 1560 à Aschersleben. Il est le fils de Johann Knichen.
En 1584, il est docteur en droit à Bâle. En 1588, il est doyen de la faculté de droit de Heidelberg. De 1592 à 1604, il est chancelier du duc Jean-Ernest de Saxe-Eisenach. Puis il sert le duc Frédéric-Ulrich de Brunswick-Wolfenbüttel ainsi que l'électeur Jean III Sigismond de Brandebourg. Vers 1614, il entre au conseil privé du prince Rodolphe d'Anhalt-Zerbst et en devient le chancelier. Au cours de sa carrière, il est envoyé trois fois à la cours de l'empereur Rodolphe II qui l'anoblit.
Il meurt le 7 juin 1621 à Zerbst.
Il est surtout connu pour son maître-ouvrage : le de Sublimi et regio territorii iure qui est un traité en latin sur le droit territorial et est paru en 1600, à Francfort-sur-le-Main.